# بال‌زرشکی رخ‌سرخ
بال‌زرشکی رخ‌سرخ (نام علمی: Cryptospiza reichenovii) یک گونه رایج از سهرگان ریز است که در آفریقا یافت می‌شود. گستره جهانی وقوع آن ۳۹۰۰۰۰ کیلومتر مربع برآورد شده‌است.
در آنگولا، بوروندی، کامرون، جمهوری دموکراتیک کنگو، مالاوی، موزامبیک، نیجر، نیجریه، رواندا، تانزانیا ، اوگاندا ، زامبیا و زیمبابوه یافت می‌شود.